# Jan van Eijden
Jan van Eijden (Bad Neuenahr-Ahrweiler, 10 augustus 1976) is een Duits voormalig baanwielrenner. Hij werd Wereldkampioen op de teamsprint in 1995 en Wereldkampioen sprint in 2000.
Van Eijden heeft deelgenomen aan de Olympische Zomerspelen van 2000 hij behaalde tijdens deze spelen een vierde plaats op de keirin en een vijfde plaats op de sprint.

## Belangrijkste uitslagen
| Jaar         | DK                               | EK                       | WK          | Overige                                                   |            |
| Als junior   | Als junior                       | Als junior               | Als junior  | Als junior                                                | Als junior |
| ------------ | -------------------------------- | ------------------------ | ----------- | --------------------------------------------------------- | ---------- |
| 1994         |                                  |                          | 1km tijdrit |                                                           |            |
| Als Beloften |                                  |                          |             |                                                           |            |
| 1996         |                                  | 1km tijdrit · teamsprint |             |                                                           |            |
| 1997         |                                  | sprint                   |             |                                                           |            |
| 1998         |                                  | sprint                   |             |                                                           |            |
| Als Elite    |                                  |                          |             |                                                           |            |
| 1995         | 1km tijdrit                      |                          | teamsprint  |                                                           |            |
| 1996         | teamsprint, 1km tijdrit          |                          | 1km tijdrit |                                                           |            |
| 1997         | teamsprint, 1km tijdrit · sprint |                          | teamsprint  |                                                           |            |
| 1998         | teamsprint                       |                          |             | WB Victoria: teamsprint                                   |            |
| 1999         | teamsprint, sprint               |                          |             | WB Mexico-Stad: sprint                                    |            |
| 2000         | teamsprint, sprint · keirin      |                          | sprint      | WB Moskou: keirin Olympische Spelen: 4e keirin, 5e sprint |            |
| 2001         |                                  |                          |             |                                                           |            |
| 2002         | keirin, sprint                   |                          |             |                                                           |            |
| 2003         | teamsprint, sprint               |                          |             |                                                           |            |
| 2004         | sprint, keirin                   |                          |             | WB Moskou: teamsprint                                     |            |
| 2005         | teamsprint, keirin               |                          |             |                                                           |            |